# مشروع إصلاح إجراءات القضاء 1937
يُعد مشروع إصلاح إجراءات القضاء لعام 1937، والمعروف باسم «خطة تعبئة المحكمة»، مبادرة تشريعية اقترحها الرئيس الأمريكي فرانكلين ديلانو روزفلت لإضافة مزيد من القضاة إلى المحكمة العليا الأمريكية بهدف الحصول على قرارات لصالحه بشأن الصفقة الجديدة غير الدستورية. كانت النقطة المركزية في المشروع هي منح سلطة رئيس المحكمة وحقه في تعيين قاضٍ إضافي وحتى ستة قضاة إلى المحكمة العليا، مقابل كل عضو جاوز سن السبعين وشارف على التنحي.
أنشأ الكونغرس المحكمة العليا الأمريكية في قانون القضاء لعام 1869، إذ تتألف من رئيس القضاء وثمانية قضاة مشاركين. قضت المحكمة العليا بعدم دستورية عدة تدابير تخص «الصفقة الجديدة» خلال فترة حكم روزفلت الأولى، وسعى روزفلت لعكس هذا القرار عن طريق تغيير تكوين المحكمة من خلال تعيين قضاة جدد على أمل أن يصدروا قرارات تدعم مبادراته التشريعية وأن يصدقوا على أنها لا تتجاوز السلطة الدستورية للحكومة. نظرًا لعدم تعريف الدستور الأمريكي بحجم المحكمة العليا، اعتقد روزفلت أنه من حق الكونغرس تغييره. رأى أعضاء كلا الحزبين أن التشريع كان محاولة لتعبئة المحكمة، ورفض العديد من الديمقراطيين كنائب الرئيس جون نانس غارنر المشروع. أصبح المشروع معروفًا باسم «خطة تعبئة المحكمة» لروزفلت، وهو مصطلح صاغه إدوارد روميلي.
اكتسح روزفلت الانتخابات الرئاسية في نوفمبر 1936. واقترح في الأشهر التالية إعادة تنظيم السلطة القضائية الفدرالية عن طريق إضافة قاض جديد في كل مرة يصل فيها قاض إلى سن السبعين ويتخلى عن منصبه. خرج المشروع التشريعي إلى النور في 5 فبراير 1937، وكان موضوع المحادثة الودية رقم 9 لروزفلت في 9 مارس 1937. سأل روزفلت: «هل يمكن القول بأن العدالة الكاملة تتحقق عندما تعزف المحكمة عن 87% من الحالات التي تقدم بها المدعون الخاصون فقط بسبب ضغط العمل؟». نفى رئيس المحكمة تشارلز إيفانز هيوز بيان الرئيس في العلن، وقال: «لا يوجد ازدحام في القضايا بجدول أعمالنا. عندما انتهينا من الجلسة في 15 مارس، كنا قد استمعنا بالفعل إلى الحجج في القضايا التي منحت شهادة الصلاحية فيها قبل أربعة أسابيع فقط. لقد حافظنا على هذا الوضع المُرضي لعدة سنوات». نشرت المحكمة العليا رأيًا يؤيد قانون الحد الأدنى للأجور في ولاية واشنطن في قضية شركة ويست كوست للفنادق مقابل باريش، بعد ثلاثة أسابيع من الخطاب الإذاعي. كان الحكم بنسبة 5-4 نتيجة لتغيير فجائي في الاجتهاد القضائي من قِبل القاضي المشارك أوين روبرتس، الذي انضم إلى الجناح المؤيد للتشريعات الجديدة. نظرًا لأن روبرتس كان قد أصدر قرارات ضد معظم التشريعات الجديدة في السابق، فقد اعتُبر دعمه هنا نتيجة الضغوط السياسية التي كان الرئيس يمارسها على المحكمة. ورأى عدد من المفسرين عكس ذلك في قرار روبرتس بصفته جهدًا للحفاظ على استقلال المحكمة القضائي عن طريق تخفيف الضغط السياسي لإنشاء محكمة أكثر ودية مع التشريعات الجديدة. أصبح هذا التغيير المفاجئ يعرف باسم «التحول الذي أنقذ المحادثة رقم تسعة»، ولكن الدراسات القانونية التاريخية الحديثة قد شككت في هذا السرد. إذ سبق قرار وتصويت روبرتس في قضية باريش كلًا من الإعلان العام وتقديم مشروع القانون لعام 1937.
فشلت مبادرة روزفلت التشريعية في النهاية. إذ عطل هنري أشورست، رئيس اللجنة القضائية في مجلس الشيوخ الديمقراطي، المشروع من خلال تأجيل الاستماعات في اللجنة، وقال: «لا عجل، ولا هم، لا إهدار، ولا قلق - هذا هو شعار هذه اللجنة». نتيجة جهوده التأخيرية، حُجز المشروع في اللجنة لمدة 165 يومًا، وقد نسب المعارضون الفضل في فشله إلى أشورست. تضمنت أسباب الفشل أيضًا أعضاء الحزب الديمقراطي الذين يعتقدون أن المشروع غير دستوري، إذ أصدرت اللجنة القضائية تقريرًا لاذعًا يصفه بأنه «تخلٍ خطير بلا قيمة ولا جدوى عن المبادئ الدستورية... دون سابق إنذار أو تبرير». اعتبر المراقبون المعاصرون أن المبادرة التشريعية لروزفلت كانت مجرد خطوة سياسية. كشف فشل المبادرة عن محدودية قدرات روزفلت في الزج بالتشريعات من خلال النداء العام المباشر. تعارضت الاستجابة لجهوده حينئذ تعارضًا شديدًا مع استقبال جهوده التشريعية خلال فترة رئاسته الأولى. تمكن روزفلت في النهاية من إنشاء أغلبية في المحكمة تؤيد تشريعاته الجديدة، ولكن يرى بعض الباحثون أن انتصار روزفلت باهظ الثمن.

## خلفية

### الصفقة الجديدة
كانت خلفية هذه المبادرة هي «الصفقة الجديدة»، إذ فاز فرانكلين روزفلت في الانتخابات الرئاسية عام 1932 بوعد بإعطاء أمريكا «صفقة جديدة» لتعزيز الانتعاش الاقتصادي الوطني. شهدت الانتخابات نجاحًا جديدًا للأغلبية الديمقراطية في كل من مجلسي الكونغرس، ما أعطى روزفلت دعمًا تشريعيًا لبرنامجه الإصلاحي. دعا كل من روزفلت والكونغرس إلى زيادة دور الحكومة في الاقتصاد كوسيلة لإنهاء الكساد. انطلقت سلسلة من التحديات لمختلف برامج الصفقة الجديدة في المحاكم الفيدرالية خلال فترة رئاسته الأولى. أصبح من الواضح أن دستورية الكثير من تشريعات الصفقة الجديدة، وخاصة تلك التي توسعت في سلطات الحكومة الفيدرالية، تحت رحمة المحكمة العليا.
يُعتقد أن أحد جوانب برنامج الصفقة الجديدة قد أدى مباشرةً إلى المواجهة بين إدارة روزفلت والمحكمة العليا. إذ أقر الكونغرس قانون الاقتصاد الذي قطع رواتب العديد من الموظفين الحكوميين، من بينها المعاشات التقاعدية للقضاة المتقاعدين في المحكمة العليا، بعد تنصيب روزفلت بوقت قصير. رأى القاضي المشارك أوليفر ويندل هولمز الابن، الذي تنحى عام 1932، أن معاشه قد تقلص من 20،000 دولار إلى 10،000 دولار سنويًا. يُعتقد أن تقليص المعاشات قد حال دون تقاعد القضاة الأكبر سنًا، كويليس فان ديفانتر وجورج ساذرلاند، واللذين وجدا لاحقًا أن العديد من جوانب الصفقة الجديدة غير دستورية.

### وزارة عدل روزفلت
كانت إدارة روزفلت في وزارة العدل مشغولة بمئات التشريعات الجديدة التي أُقرت في أول مائة يوم من رئاسته. تعرض موظفو وزارة العدل لصراعات فكرية، ما أدى إلى عدم فعالية الوزارة. عارض العديد من محامي الوزارة الصفقة الجديدة، وفشلوا في التأثير على صياغة أو مراجعة العديد من تشريعاتها في البيت الأبيض. زاد هذا الصراع الفكري من سلبية وزارة العدل. ندد وزير الداخلية هارولد إيكس، قائلًا «إنه المدعي العام هومر كامينغز الذي ملأ وزارة العدل بالسياسيين» في وقت ينبغي فيه التدقيق في الحالات القضائية المتزايدة التي نجمت بالأساس عن الصفقة الجديدة.
تعقدت الأمور عندما ثبت أن المدعي العام المؤيد لروزفلت، جيمس كرافورد بيغز (الذي عُين بسبب الرعاية التي يتلقاها من كامينغز)، لم يكن محاميًا فعالًا للمبادرات التشريعية للصفقة الجديدة. في حين استقال بيغز في أوائل عام 1935، بدا أن خلفه ستانلي فورمان ريد أفضل بقليل.
أدت هذه الفوضى في وزارة العدل إلى عدم قدرة محامي الحكومة على اختيار الحالات الجديرة بالاهتمام والحجج للدفاع عنها، ما تسبب في وقوفهم مكتوفي الأيدي أمام المحاكم. لاحظ رئيس المحكمة تشارلز إيفانز هيوز في وقت لاحق، فإن السبب في عدم قبول المحكمة لكثير من تشريعات الصفقة الجديدة كان بسبب صياغتها السيئة وضعف الدفاع.